# Love house
Love house is een lied van Samantha Fox uit 1988. Ze bracht het uit op een 7" single, een 12" single en een maxisingle. Het werd geschreven en geproduceerd door Bolland & Bolland die voor deze single werden bekroond met de Conamus Exportprijs.
In Nederland en België kwam het op de tiende en elfde positie van de hitlijsten terecht. Ook bereikte het de hitlijsten in andere Europese landen, maar niet in de VS. De opvolger I wanna have some fun was geen Europese hit, maar juist wel populair in de Angelsaksische landen.

## Tracks
7" single
A. Love house - 3:35
B. Don't cheat on me - 3:03
12" single en maxisingle
1. Love house (The black pyramid mix) - 6:40
2. Love house (Sulphuric mix) - 7:40
3. Don't cheat on me - 3:03

## Hitnoteringen

### Nederland en België
| Nederlandse Top 40: 26-11-1988 t/m 14-01-1989 | Nederlandse Top 40: 26-11-1988 t/m 14-01-1989 | Nederlandse Top 40: 26-11-1988 t/m 14-01-1989 | Nederlandse Top 40: 26-11-1988 t/m 14-01-1989 | Nederlandse Top 40: 26-11-1988 t/m 14-01-1989 | Nederlandse Top 40: 26-11-1988 t/m 14-01-1989 | Nederlandse Top 40: 26-11-1988 t/m 14-01-1989 | Nederlandse Top 40: 26-11-1988 t/m 14-01-1989 | Nederlandse Top 40: 26-11-1988 t/m 14-01-1989 |
| Week:                                         | 1                                             | 2                                             | 3                                             | 4                                             | 5                                             | 6                                             | 7                                             |                                               |
| --------------------------------------------- | --------------------------------------------- | --------------------------------------------- | --------------------------------------------- | --------------------------------------------- | --------------------------------------------- | --------------------------------------------- | --------------------------------------------- | --------------------------------------------- |
| Positie                                       | 22                                            | 13                                            | 10                                            | 10                                            | 14                                            | 27                                            | 32                                            | uit                                           |

| Nederlandse Nationale Hitparade: 12-11-1988 t/m 04-2-1989 | Nederlandse Nationale Hitparade: 12-11-1988 t/m 04-2-1989 | Nederlandse Nationale Hitparade: 12-11-1988 t/m 04-2-1989 | Nederlandse Nationale Hitparade: 12-11-1988 t/m 04-2-1989 | Nederlandse Nationale Hitparade: 12-11-1988 t/m 04-2-1989 | Nederlandse Nationale Hitparade: 12-11-1988 t/m 04-2-1989 | Nederlandse Nationale Hitparade: 12-11-1988 t/m 04-2-1989 | Nederlandse Nationale Hitparade: 12-11-1988 t/m 04-2-1989 | Nederlandse Nationale Hitparade: 12-11-1988 t/m 04-2-1989 | Nederlandse Nationale Hitparade: 12-11-1988 t/m 04-2-1989 | Nederlandse Nationale Hitparade: 12-11-1988 t/m 04-2-1989 | Nederlandse Nationale Hitparade: 12-11-1988 t/m 04-2-1989 | Nederlandse Nationale Hitparade: 12-11-1988 t/m 04-2-1989 | Nederlandse Nationale Hitparade: 12-11-1988 t/m 04-2-1989 |
| Week:                                                     | 1                                                         | 2                                                         | 3                                                         | 4                                                         | 5                                                         | 6                                                         | 7                                                         | 8                                                         | 9                                                         | 10                                                        | 11                                                        | 12                                                        |                                                           |
| --------------------------------------------------------- | --------------------------------------------------------- | --------------------------------------------------------- | --------------------------------------------------------- | --------------------------------------------------------- | --------------------------------------------------------- | --------------------------------------------------------- | --------------------------------------------------------- | --------------------------------------------------------- | --------------------------------------------------------- | --------------------------------------------------------- | --------------------------------------------------------- | --------------------------------------------------------- | --------------------------------------------------------- |
| Positie:                                                  | 80                                                        | 37                                                        | 28                                                        | 13                                                        | 12                                                        | 10                                                        | 11                                                        | 19                                                        | 28                                                        | 39                                                        | 57                                                        | 76                                                        | uit                                                       |

| Vlaamse Top 50: 26-11-1988 t/m 28-01-1989 | Vlaamse Top 50: 26-11-1988 t/m 28-01-1989 | Vlaamse Top 50: 26-11-1988 t/m 28-01-1989 | Vlaamse Top 50: 26-11-1988 t/m 28-01-1989 | Vlaamse Top 50: 26-11-1988 t/m 28-01-1989 | Vlaamse Top 50: 26-11-1988 t/m 28-01-1989 | Vlaamse Top 50: 26-11-1988 t/m 28-01-1989 | Vlaamse Top 50: 26-11-1988 t/m 28-01-1989 | Vlaamse Top 50: 26-11-1988 t/m 28-01-1989 | Vlaamse Top 50: 26-11-1988 t/m 28-01-1989 | Vlaamse Top 50: 26-11-1988 t/m 28-01-1989 | Vlaamse Top 50: 26-11-1988 t/m 28-01-1989 |
| Week:                                     | 1                                         | 2                                         | 3                                         | 4                                         | 5                                         | 6                                         | 7                                         | 8                                         | 9                                         | 10                                        |                                           |
| ----------------------------------------- | ----------------------------------------- | ----------------------------------------- | ----------------------------------------- | ----------------------------------------- | ----------------------------------------- | ----------------------------------------- | ----------------------------------------- | ----------------------------------------- | ----------------------------------------- | ----------------------------------------- | ----------------------------------------- |
| Positie:                                  | 39                                        | 26                                        | 19                                        | 15                                        | 13                                        | 11                                        | 13                                        | 17                                        | 17                                        | 35                                        | uit                                       |

### Noteringen in andere landen
| Land                     | pieknotering |
| ------------------------ | ------------ |
| Spanje                   | 10           |
| VS (Hot Dance Club Play) | 14           |
| Zwitserland              | 19           |
| Duitsland                | 25           |
| Verenigd Koninkrijk      | 32           |
| VS (Billboard Hot 100)   | -            |